# Krajewo (województwo zachodniopomorskie)
Krajewo – osada w Polsce położona w województwie zachodniopomorskim, w powiecie świdwińskim, w gminie Brzeżno.
W latach 1975–1998 miejscowość administracyjnie należała do województwa koszalińskiego.
Zobacz też: Krajewo.